# Сара Гільдебрандт
Сара Енн Гільдебрандт (англ. Sarah Ann Hildebrandt; нар. 23 вересня 1993) — американська борчиня вільного стилю, олімпійська чемпіонка 2024 року, бронзова призерка Олімпійських ігор 2020 року, дворазова срібна призерка чемпіонату світу, чотириразова чемпіонка Панамериканських чемпіонатів.

## Життєпис
Боротьбою почала займатися з 2004 року. 
Виступає за Нью-Йоркський атлетичний клуб (англ. New York Athletic Club). Тренер — Джейсон Мурмен.
На літній Універсіаді 2013 року в Казані представляла приватний Університет Кінга (англ. King University) з Бристоля, штат Теннессі.

## Спортивні результати на міжнародних змаганнях

### Виступи на Олімпіадах
| Змагання                    | Збірна | Вагова категорія          | Місце  |
| --------------------------- | ------ | ------------------------- | ------ |
| Літні Олімпійські ігри 2020 | США    | жіноча боротьба, до 50 кг | Бронза |
| Літні Олімпійські ігри 2024 | США    | жіноча боротьба, до 50 кг | Золото |

### Виступи на Чемпіонатах світу
| Змагання                        | Збірна | Вагова категорія          | Місце  |
| ------------------------------- | ------ | ------------------------- | ------ |
| Чемпіонат світу з боротьби 2016 | США    | жіноча боротьба, до 55 кг | 10     |
| Чемпіонат світу з боротьби 2018 | США    | жіноча боротьба, до 53 кг | Срібло |
| Чемпіонат світу з боротьби 2019 | США    | жіноча боротьба, до 53 кг | 9      |
| Чемпіонат світу з боротьби 2021 | США    | жіноча боротьба, до 50 кг | Срібло |
| Чемпіонат світу з боротьби 2022 | США    | жіноча боротьба, до 50 кг | Бронза |
| Чемпіонат світу з боротьби 2023 | США    | жіноча боротьба, до 50 кг | Бронза |

### Виступи на Панамериканських чемпіонатах
| Змагання                                   | Збірна | Вагова категорія          | Місце  |
| ------------------------------------------ | ------ | ------------------------- | ------ |
| Панамериканський чемпіонат з боротьби 2013 | США    | жіноча боротьба, до 55 кг | Золото |
| Панамериканський чемпіонат з боротьби 2015 | США    | жіноча боротьба, до 55 кг | Золото |
| Панамериканський чемпіонат з боротьби 2018 | США    | жіноча боротьба, до 53 кг | Золото |
| Панамериканський чемпіонат з боротьби 2019 | США    | жіноча боротьба, до 53 кг | Золото |
| Панамериканський чемпіонат з боротьби 2021 | США    | жіноча боротьба, до 50 кг | Золото |
| Панамериканський чемпіонат з боротьби 2022 | США    | жіноча боротьба, до 50 кг | Золото |
| Панамериканський чемпіонат з боротьби 2023 | США    | жіноча боротьба, до 50 кг | Золото |

### Виступи на Панамериканських іграх
| Змагання                  | Збірна | Вагова категорія          | Місце  |
| ------------------------- | ------ | ------------------------- | ------ |
| Панамериканські ігри 2019 | США    | жіноча боротьба, до 53 кг | Золото |

### Виступи на Кубках світу
| Змагання                    | Збірна | Вагова категорія          | Місце  |
| --------------------------- | ------ | ------------------------- | ------ |
| Кубок світу з боротьби 2015 | США    | жіноча боротьба, до 55 кг | 4      |
| Кубок світу з боротьби 2017 | США    | команда                   | 4      |
| Кубок світу з боротьби 2018 | США    | команда                   | 4      |
| Кубок світу з боротьби 2019 | США    | команда                   | Срібло |

### Виступи на Універсіадах
| Змагання               | Збірна | Вагова категорія          | Місце |
| ---------------------- | ------ | ------------------------- | ----- |
| Літня Універсіада 2013 | США    | жіноча боротьба, до 55 кг | 8     |

### Виступи на інших змаганнях
| Змагання                                                | Збірна | Вагова категорія          | Місце  |
| ------------------------------------------------------- | ------ | ------------------------- | ------ |
| Відкритий міжнародний турнір «Sunkist Kids» 2010        | США    | жіноча боротьба, до 51 кг | 5      |
| Міжнародний меморіал Дейва Шульца 2013                  | США    | жіноча боротьба, до 55 кг | Бронза |
| Klippan Lady Open 2013                                  | США    | жіноча боротьба, до 55 кг | Срібло |
| Austrian Ladies Open 2013                               | США    | жіноча боротьба, до 55 кг | Золото |
| Міжнародний турнір Ньюйоркського атлетичного клубу 2013 | США    | жіноча боротьба, до 55 кг | Золото |
| Міжнародний меморіал Дейва Шульца 2014                  | США    | жіноча боротьба, до 53 кг | 5      |
| Klippan Lady Open 2014                                  | США    | жіноча боротьба, до 55 кг | 5      |
| Гран-прі Іспанії з боротьби 2014                        | США    | жіноча боротьба, до 55 кг | 5      |
| Міжнародний меморіал Білла Фаррелла 2014                | США    | жіноча боротьба, до 55 кг | Бронза |
| Міжнародний меморіал Дейва Шульца 2015                  | США    | жіноча боротьба, до 55 кг | Срібло |
| Золотий Гран-прі з боротьби 2015                        | США    | жіноча боротьба, до 55 кг | 10     |
| Міжнародний меморіал Дейва Шульца 2016                  | США    | жіноча боротьба, до 53 кг | Срібло |
| Klippan Lady Open 2016                                  | США    | жіноча боротьба, до 55 кг | Срібло |
| Золотий Гран-прі з боротьби 2016                        | США    | жіноча боротьба, до 55 кг | 10     |
| Гран-прі «Іван Яригін» 2017                             | США    | жіноча боротьба, до 55 кг | Срібло |
| Київський Міжнародний турнір з боротьби 2017            | США    | жіноча боротьба, до 55 кг | 5      |
| Beat the Streets 2017                                   | США    | жіноча боротьба, до 53 кг | Золото |
| Міжнародний меморіал Дейва Шульца 2017                  | США    | жіноча боротьба, до 53 кг | Срібло |
| Klippan Lady Open 2018                                  | США    | жіноча боротьба, до 53 кг | Бронза |
| Київський Міжнародний турнір з боротьби 2018            | США    | жіноча боротьба, до 53 кг | Золото |
| Гран-прі Іспанії з боротьби 2018                        | США    | жіноча боротьба, до 53 кг | Золото |
| Відкритий чемпіонат Польщі з боротьби 2018              | США    | жіноча боротьба, до 53 кг | 5      |
| Гран-прі «Іван Яригін» 2019                             | США    | жіноча боротьба, до 53 кг | Золото |
| Турнір Дана Колова — Николи Петрова 2019                | США    | жіноча боротьба, до 53 кг | Бронза |
| Beat the Streets 2019                                   | США    | жіноча боротьба, до 53 кг | Золото |
| Турнір Маттео Пелліцоне 2020                            | США    | жіноча боротьба, до 50 кг | Золото |
| Олімпійський кваліфікаційний турнір з боротьби 2020     | США    | жіноча боротьба, до 50 кг | Срібло |
| Гран-прі Франції Анрі Деглана 2021                      | США    | жіноча боротьба, до 50 кг | Золото |
| Турнір Зухаєра Сгайєра 2022                             | США    | жіноча боротьба, до 50 кг | Золото |
| Меморіал Поляка Імре та Варга Яноша 2023                | США    | жіноча боротьба, до 50 кг | Золото |
| Відкритий чемпіонат Польщі з боротьби 2024              | США    | жіноча боротьба, до 53 кг | Срібло |

### Виступи на змаганнях молодших вікових груп
| Змагання                                      | Збірна | Вагова категорія          | Місце |
| --------------------------------------------- | ------ | ------------------------- | ----- |
| Чемпіонат світу з боротьби серед юніорів 2012 | США    | жіноча боротьба, до 55 кг | 11    |
| Чемпіонат світу з боротьби серед юніорів 2013 | США    | жіноча боротьба, до 55 кг | 10    |